# Větrovy
Větrovy (německy Wietrow) jsou vesnice, část města Tábor ve stejnojmenném okrese v Jihočeském kraji. Leží tři kilometry jihozápadně od Tábora. Rozptýlené domky se rozkládají na návrší ve výši 525 metrů. V minulosti bývaly označovány jako obec u Tábora, ale vždy byly jen osadou.
Větrovy jsou spojeny s Táborem linkou městské hromadné dopravy číslo 30, v dosahu (500 metrů severně) je také železniční zastávka Horky na trati Tábor–Bechyně. Na jihozápadním okraji vesnice se nachází Zoologická zahrada Tábor-Větrovy.

## Historie
První písemná zmínka o vesnici pochází z roku 1714.
V době třicetileté války bylo návrší, na kterém se vesnice nachází, obsazeno vojsky císařského generála Baltasara Marradase. V té době je zde zmínka o třech roztroušených samotách, ale o jejich majiteli prameny neuvádějí žádné informace. Název Větrovy se začal používat až v 18. století, kdy osada příslušela k želečskému panství. Zprvu se zde uvádí šest chalup. Osadníci byli drobní zemědělci, neboť o „osedlaných gruntech“ (lánech) zde není zmínka. Původní chalupy se nacházely v části dnes zvané dolní Větrovy.
Počet domkářů se v průběhu 18. století rozrostl na dvanáct. Během sčítání lidu v roce 1869 už Větrovy měly 25 čísel popisných a 172 obyvatel. Postupně se pomalu rozrůstala na 31 domů a 194 obyvatel v roce 1900 a na 37 čísel popisných v roce 1921. V době Protektorátu Čechy a Morava byly Větrovy součástí tzv. Velkého Tábora, ale v roce 1945 došlo k jejich opětovnému oddělení.

## Obyvatelstvo
| Rok            | 1869 | 1880 | 1890 | 1900 | 1910 | 1921 | 1930 | 1950 | 1961 | 1970 | 1980 | 1991 | 2001 | 2011 | 2021 |
| -------------- | ---- | ---- | ---- | ---- | ---- | ---- | ---- | ---- | ---- | ---- | ---- | ---- | ---- | ---- | ---- |
| Počet obyvatel | 163  | 158  | 184  | 194  | 174  | 204  | 218  | 200  | 218  | 221  | 234  | 261  | 269  | 316  | 393  |
| Počet domů     | 25   | 28   | 29   | 31   | 31   | 37   | 41   | 50   | 50   | 58   | 62   | 85   | 98   | 121  | 145  |

## Obecní správa
Při sčítání lidu v letech 1850–1879 Větrovy byly osadou obce Libějice v okrese Tábor. V letech 1880–1960 byly osadou obce Radimovice u Želče v okrese Tábor. V letech 1961–1971 byly částí obce Horky v okrese Tábor. Od 26. listopadu 1971 jsou částí města Tábor ve stejnojmenném okrese, kdy se konaly městské volby.

## Hýlačka

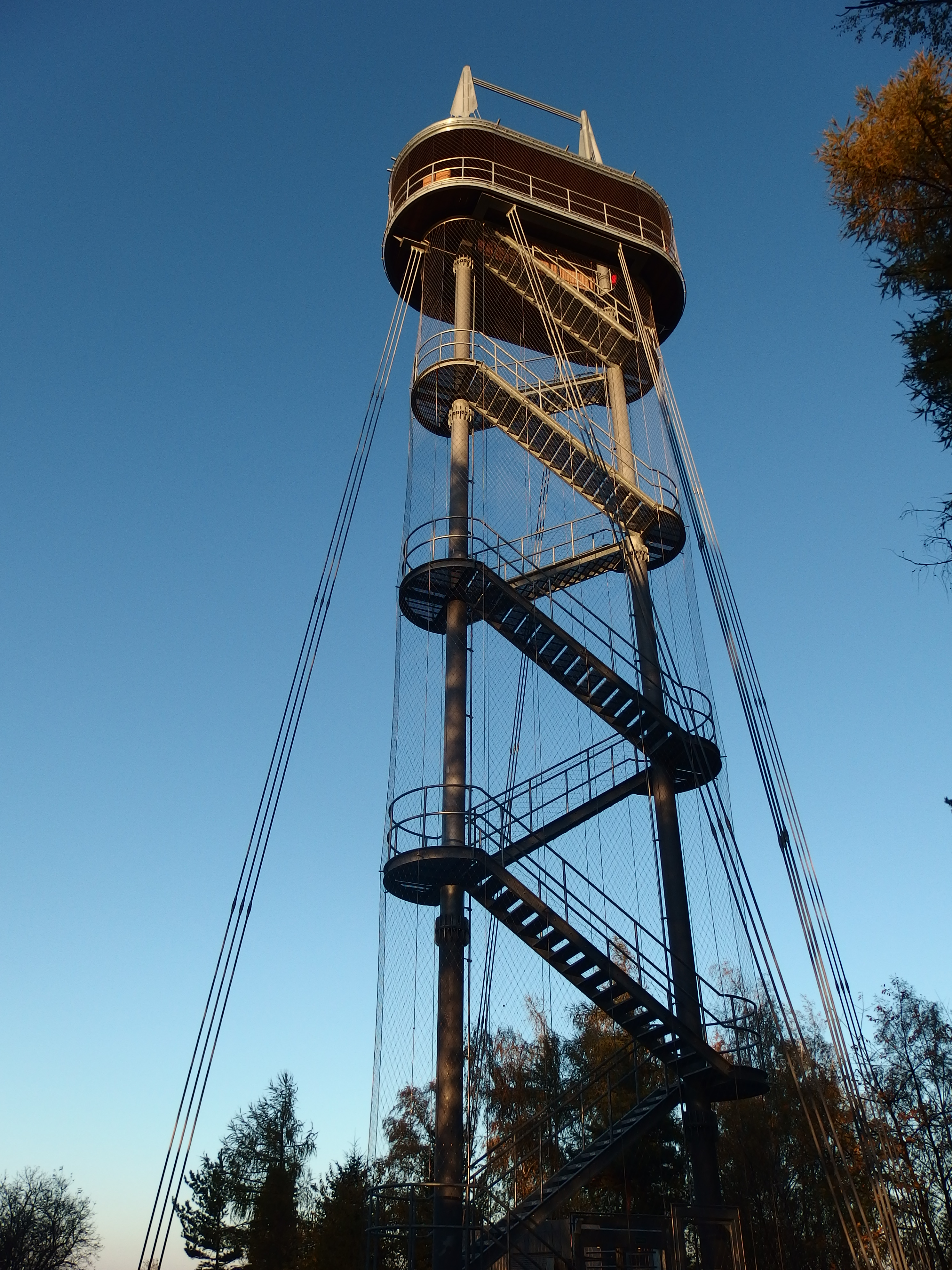
Nová rozhledna z roku 2015

Na západní straně návrší se nalézá nejvyšší bod (525 metrů), jenž byl pojmenován Na Hylačce.
- Koncem 19. století zde byl umístěn triangulační kámen,
- v roce 1920 byla na místě postavena osmnáct metrů vysoká Rozhledna svobody, financována Klubem českých turistů v Táboře. Za dobrého počasí byl z rozhledny výhled po jihočeském kraji až k Novohradským horám. Výhled však byl postupně omezován okolo rostoucím lesíkem, který rozhlednu přerostl. Dne 1. ledna 2012 v ranních hodinách vyhořela a následně byly její zbytky strženy.
- Dne 12. ledna 2012 zahájil Klub českých turistů sbírku na výstavbu nové rozhledny. V roce 2012 se uskutečnila architektonická soutěž o novou podobu rozhledny. Zvítězil v ní návrh betonové stavby, avšak kvůli pořizovací ceně byl v květnu 2013 KČT upřednostněn projekt vzdušné ocelové konstrukce, který v soutěži obsadil 3. místo.
- S výstavbou bylo započato v březnu 2015 a celá stavba byla slavnostně otevřena 1. srpna 2015.
- Celková výška ocelové rozhledny s dvojicí sloupů je 35,6 metru. Na vyhlídkovou plošinu ve výši 25 metrů vede devítiramenné schodiště se 136 schody.